# Rejon alejski
Rejon alejski (ros. Алейский район) – rejon na terenie wchodzącego w skład Rosji syberyjskiego Kraju Ałtajskiego
Rejon leży w środkowej części Kraju Ałtajskiego i ma powierzchnię 3,4 tys. km². Na jego obszarze żyje 20,4 tys. osób; całość populacji stanowi ludność wiejska, gdyż w skład tej jednostki podziału terytorialnego nie wchodzi żadne miasto. Ludność rejonu zamieszkuje w 44 wsiach i osadach.
Ośrodkiem administracyjnym rejonu jest  miasto Alejsk, liczące 28,7 tys. mieszkańców (2005 r.), niewchodzące jednak w skład rejonu i stanowiące miasto wydzielone.
Rejon został utworzony 27 maja 1924 r.